# 20 (број)
20 је број, нумерал и име глифа који представља тај број. 20 је природан број који се јавља после броја 19, а претходи броју 21.

## У математици
- Је број страна икосаедра
- Је број темена додекаедра
- Је број полукругова потребних како би се решила Рубикова коцка, у најгорем случају
- Је сложен број, факторише се на просте чиниоце као 22 * 5 = 20

## У науци
- Је атомски број калцијума

## У спорту
- Је био број на дресу Моурис Лукаса и Портланду, и он је повучен из употребе у овом НБА тиму
- Стандардна табла у пикаду има 20 поља
- Је био број на дресу Демаркуса Нелсона у Црвеној звезди[1]
- Је трајало полувреме у минутама у кошарци, пре него што су уведене четвртине. Ово правило је и даље присутно у америчкој колеџ кошарци
- Је просечан број поена по утакмици које је постизао Тим Данкан, током НБА каријере. До сада је наступао само за Сан Антонио[2]

## Остало
- Је међународни позивни телефонски број за Египат[3]
- 20 (музички албум), албум Драгане Мирковић